# William Cornwallis
 (avril 2017).
Si vous disposez d'ouvrages ou d'articles de référence ou si vous connaissez des sites web de qualité traitant du thème abordé ici, merci de compléter l'article en donnant les références utiles à sa vérifiabilité et en les liant à la section « Notes et références ».
Pour les articles homonymes, voir Cornwallis.
William Cornwallis, né le 10 février 1744 et mort le 5 juillet 1819, est un amiral britannique de la Royal Navy.

## Biographie
William Cornwallis est né le 10 février 1744. Son père est Charles Cornwallis (1er comte Cornwallis) et sa mère Elizabeth, est la fille de Charles Townshend (2e vicomte Townshend). Son frère aîné est le général Charles Cornwallis.
William Cornwallis a servi durant les guerres de la Révolution française et les guerres napoléoniennes. En 1805, il commande la Channel Fleet qui tient la Manche, bloquant dans Brest les escadres du vice amiral Ganteaume, afin d'empêcher la traversée vers l'Angleterre de l'Armée des côtes de l'Océan stationnée au camp de Boulogne de Napoléon.
En 1800, il loue puis achète le domaine de Newlands, à Milford on Sea dans le Hampshire. Il invite son flag captain et ami John et sa femme Mary Anne Whitby à y habiter avec lui. À la mort de son époux en 1806, Mary Whitby reste au domaine de Newlands, prenant soin du vieil homme. À la mort de ce dernier, Mary Whitby et sa fille Theresa héritent du domaine et de sa fortune.